# Groruddalens prosteri

Prosterier i Oslo stift. Det lila området på kartan är Groruddalens prosteri.

Groruddalens prosteri (norska: Groruddalen prosti) är ett kontrakt (prosteri, norska: prosti) i Oslo stift inom Norska kyrkan. Kontraktet omfattar ett område i den östra delen av Oslo kommun i sydöstra Norge.

## Socknar
Groruddalens prosteri består av fem socknar (norska: sokn eller sogn) inom Oslo kyrkliga samfällighet (norska: kirkelige fellesråd):
- Ellingsrud og Furusets socken
- Groruds socken
- Høybråten, Fossum og Stovners socken
- Tonsens socken
- Østre Aker og Haugeruds socken